# Северный жилой массив

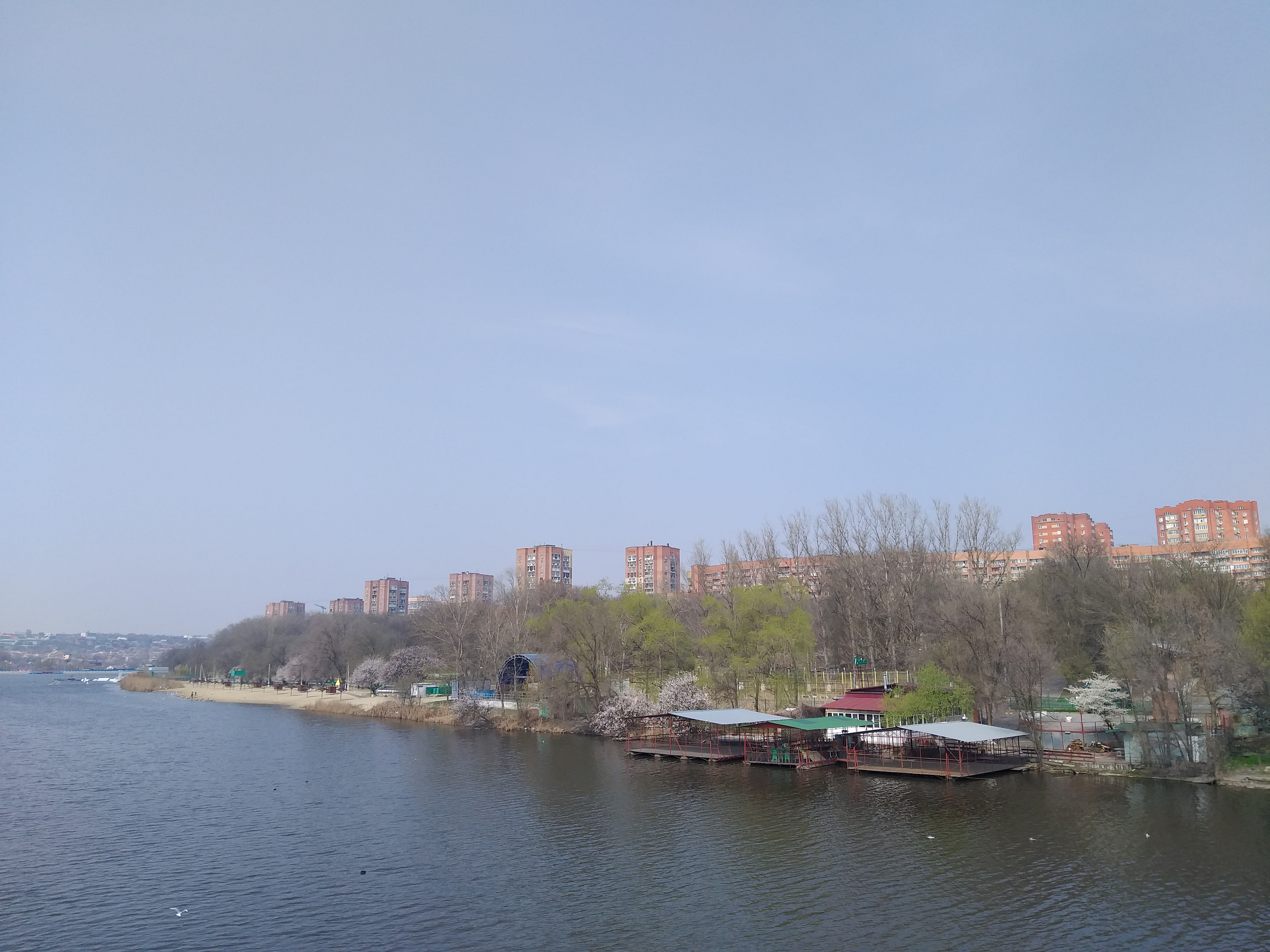
вид на Северный жилой массив

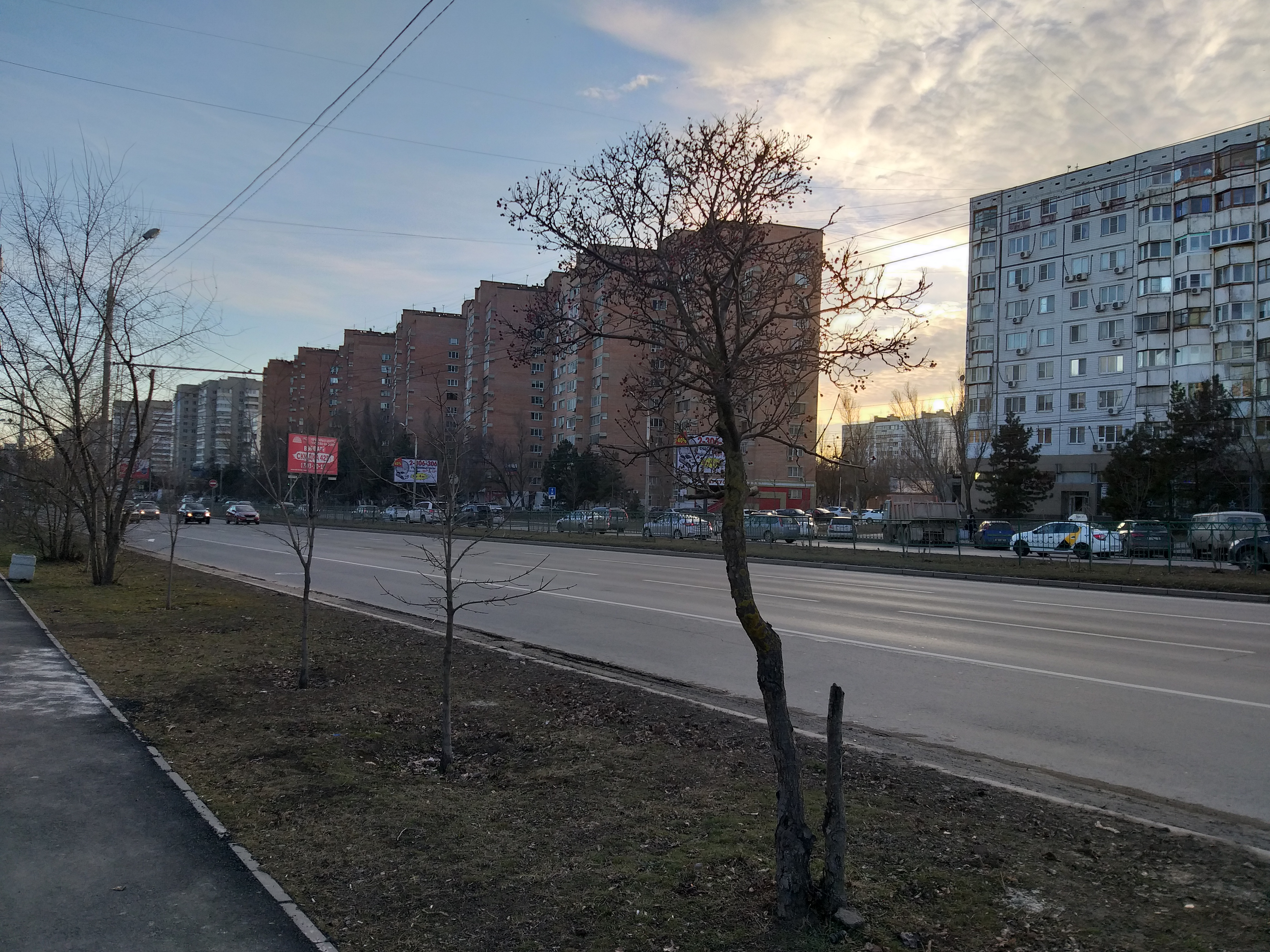
проспект Космонавтов (Северный жилой массив)

Се́верный жило́й масси́в (СЖМ) — крупнейший жилой массив города Ростова-на-Дону, находится в составе Ворошиловского района.

## История
В марте 1971 года после утверждения нового генерального плана Ростова-на-Дону началось его осуществление, в том числе по застройке Северного жилого массива. Границы города расширялись, за счёт новых территорий, которые были полностью свободны от каких-либо построек.
Так, за балкой Камышеваха от посёлка Северного на свободной территории началась застройка первых микрорайонов нового жилого массива. Этому жилому массиву было присвоено название Северный жилой массив, так как он был на противоположном берегу балки (будущее Северное водохранилище).
Северный жилой массив строился специально как спальный район для работников крупнейших предприятий Ростова-на-Дону, таких как завод Ростсельмаш.
Осенью 1972 года были сданы в эксплуатацию первые четыре  дома ( два на улице Борко и два на улице Волкова).
Северный жилой массив застроен исключительно многоэтажными жилыми домами. В первые годы застройка велась преимущественно 5- и 9- этажными панельными жилыми домами, в дальнейшем в микрорайонах началось возведение домов повышенной этажности от 14 этажей и выше. Первые высотные дома появились на проспекте Космонавтов и площади Борко.
В 1974 году у Северного жилого массива началось строительство Северного водохранилища, а через год оно было уже заполнено водой.
На картах и схемах Ростова-на-Дону Северный жилой массив был выделен отдельно. С 1971 по 1985 годы он административно входил в состав Октябрьского района города. С 1985 года Северный жилой массив в составе Ворошиловского района.
Широкие проспекты и улицы СЖМ позволяют в полной мере удовлетворять транспортную доступность к каждому микрорайону массива, а также имеет выходы к другим районам города. Общественный транспорт связывает СЖМ со всеми без исключения районами города Ростова-на-Дону. Общественный транспорт представлен автобусами и троллейбусами. Ранее, до 1998 года в Северный жилой массив были проложены трамвайные пути по центру проспекта Космонавтов до улицы Орбитальной, где имелось разворотное кольцо. В начале 2000-х г.г. трамвайные пути были демонтированы, а на их месте высажены деревья и газонная трава.

## Территориальное устройство СЖМ
Северный жилой массив застроен по принципу территориальности. Планировка Северного жилого массива представляет собой ровные кварталы жилых домов с объектами социальной инфраструктуры.
В Северном жилом массиве имеются следующие транспортные магистрали: бульвар Комарова (нижняя и верхняя часть бульвара разделены широкой парковой зоной), проспекты Космонавтов и Королёва, улицы Капустина, Волкова, Пацаева, Добровольского, Беляева, Борко, Орбитальная и Стартовая.
В основном все улицы и проспекты названы именами советских лётчиков-космонавтов Волкова В.Н., Пацаева В.И., Добровольского Г.Т., Беляева П.И., Комарова В.М., именем генерального конструктора космических кораблей Королёва С.П., другие улицы носят названия, связанные с покорением космоса. Единственной улицей, не входящей в список, связанной с космонавтикой, является улица имени Э.А. Борко, названная в честь подпольщицы, убитой в Ростове-на-Дону в 1919 году.  Также,одна из первых улиц в СЖМ была названа в честь советского лётчика Капустина Б.В., погибшего в Германии в 1966 году.  

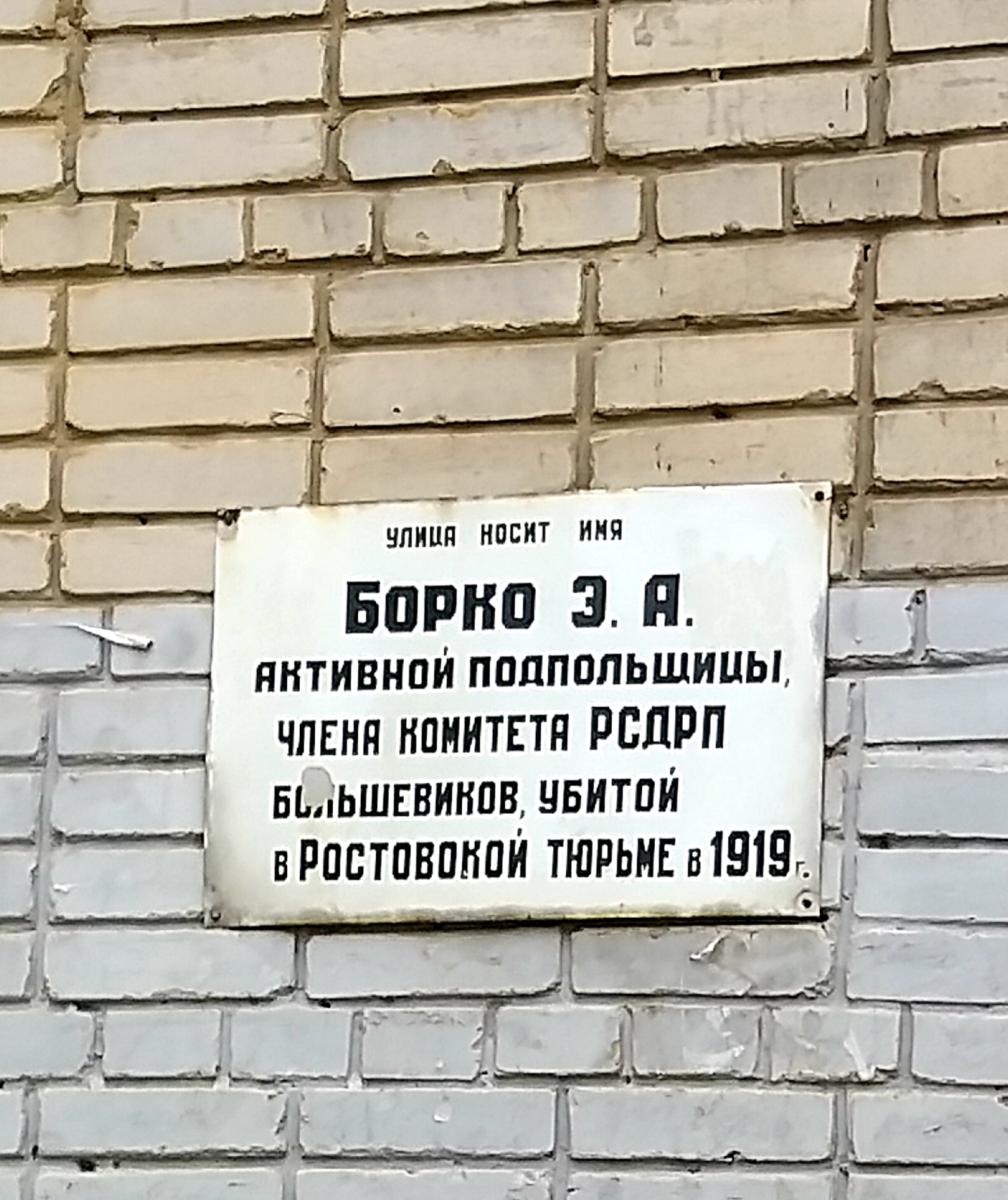
Табличка на жилом доме по улице Борко

В СЖМ образовано несколько площадей, в местах пересечения основных магистралей.
Площади: Борко (пересечение улиц Борко, Добровольского и Волкова), Космонавтов (пересечение проспекта Космонавтов с улицей Волкова), Королёва, именуемая неофициально как «Квадро» (пересечение проспекта Космонавтов с проспектом Королёва), Добровольского, именуемая неофициально «Шайба» (пересечение улицы Добровольского с проспектом Королёва). На указанных площадях организовано круговое движение транспорта.
По административно-территориальному устройству Северный жилой массив входит в состав Ворошиловского района города Ростова-на-Дону. Здание администрации района находится на бульваре Комарова.
Северный жилой массив разделён на 12 микрорайонов:
- 1-й микрорайон (границы: с юга улица Капустина, с запада улица Борко, с севера улица Волкова, с востока проспект Космонавтов.);
- 2-й микрорайон (границы: с юга улица Волкова, с запада улица Добровольского, с севера бульвар Комарова, с востока проспект Космонавтов);
- 3-й микрорайон (границы: с юга улица Борко, с запада и с севера улица Пацаева, с востока улица Добровольского);
- 4-й микрорайон (границы: с юга бульвар Комарова, с запада улица Добровольского, с севера проспект Королёва, с востока проспект Космонавтов);
- 5-й микрорайон (границы: с юга бульвар Комарова, с запада и севера проспект Королёва, с востока улица Добровольского);
- 6-й микрорайон (границы: с запада бульвар Комарова, с юга проспект Королёва, с севера улица Стартовая);
- 7-й микрорайон (границы: с юга проспект Королёва, с запада улица Добровольского, с севера улица Орбитальная, с востока проспект Космонавтов);
- 8-й микрорайон (границы: с юга проспект Королёва, с запада проспект Космонавтов, с севера улица Орбитальная, с востока улица Беляева);
- 9-й микрорайон (границы: с юга проспект Королёва, с запада улица Беляева, с севера  улица Орбитальная, на востоке и юго-востоке к микрорайону примыкает посёлок Мясникован);
- 10-й микрорайон (границы: с запада проспект Космонавтов, с севера проспект Королёва, с юга бульвар Комарова, на востоке и северо-востоке к микрорайону примыкает посёлок Мясникован);
- 11-й микрорайон (границы: с севера  улица Орбитальная, на востоке и юге к микрорайону примыкает посёлок Мясникован);
- 12-й микрорайон (границы: с запада проспект Космонавтов, с севера и востока бульвар Комарова, с юга улица Волкова, включая дома, расположенные рядом с Северным рынком).